# Hill Climb Racing
Hill Climb Racing es un videojuego de carreras 2D desarrollado por Fingersoft. Fue lanzado para Android el 22 de septiembre de 2012, para iOS el 18 de noviembre de 2012, para Windows el 21 de octubre de 2013 y para Windows Phone el 27 de noviembre de 2013. Durante su primer año de lanzamiento, se descargó más de 100 millones de veces. En julio de 2014, el juego superó las 200 millones de descargas.

## Jugabilidad
El objetivo del juego es recoger monedas mientras conduces por las etapas de carrera. Conducir consume gasolina o batería para vehículos eléctricos (incluso si no se está moviendo), que los jugadores pueden reponer recogiendo bidones de gas o baterías en el camino. El jugador "muere" si se queda sin gasolina o se golpea la cabeza del jugador en el suelo o el techo (en niveles como Cueva). Las monedas también se pueden ganar realizando "trucos", maniobras difíciles en el aire o alcanzando distancias establecidas durante etapas determinadas. Las monedas se pueden gastar en compras de vehículos, actualizaciones o para desbloquear nuevas etapas y vehículos. Las diferentes etapas tienen diferentes atributos, como gravedad diferente, tracción, terreno (elevación) u obstáculos que desacelerarán al jugador.

### Garaje
El garaje es un nuevo elemento de Hill Climb Racing presentado en la versión 1.31.0, y permite a los jugadores hacer su propio coche personalizado basado en el uso de "partes". En consecuencia, las gemas también se introdujeron como la moneda 'premium' del juego. Las gemas se pueden encontrar en el escenario, antes de cada segundo grupo de monedas, a menos que haya un cartucho de Gas. El garaje introduce el uso de Tarjetas, que se usan para desbloquear y actualizar partes. Inicialmente, el garaje cuesta 300 gemas para desbloquear. Las gemas se pueden usar para comprar Cofres, que contienen más cartas de las cuatro rarezas: Común, Rara, Épica y Legendaria. Cada una de las partes personalizadas tiene una característica especial, como '-50% de combustible' o '+ 80% de potencia'. Un cofre de regalo está disponible para cada nueva etapa o automóvil comprado, y generalmente contiene alrededor de 3 tarjetas. Un cofre gratis está disponible cada 4 horas y generalmente contiene alrededor de 5 tarjetas. El cofre Free requiere una conexión a Internet para reclamar. La versión 1.32.1 vio la introducción de Boosters. Los amplificadores agregan unos segundos de tiempo de combustible para permitirle conducir metros adicionales, por 30 gemas cada uno.

### Botes de pinturas
En la última actualización se agregaron
Los botes de pinturas'sirven para comprar
Mascotas'cambiar el color del coche'y comprar
pedales.
Aparte se añadieron 2 coches nuevos y 3 etapas

## Secuela
Hill Climb Racing 2 fue lanzado el 28 de noviembre de 2016 en Google Play Store. La versión de iOS se lanzó en diciembre de 2016. Esta versión introdujo el modo multijugador, donde cuatro personas compiten en varias pistas en una distancia determinada para completarlo en el tiempo más rápido. Si te desempeñas bien en una copa aumenta tu calificación, que se usa para avanzar a ligas más altas y desbloquear nuevas copas.
Cuenta con 24 vehículos y 30 pistas.